# Emir-Sultan-Moschee (Darmstadt)
Emir-Sultan-Moschee (türkisch Emir Sultan Camii) ist eine Moschee in Darmstadt, deren Namensvorbild die Emir-Sultan-Moschee in Bursa, einer Partnerstadt Darmstadts, ist.
Am 6. Juli 1996 wurde der Grundstein für das jetzige Külliye (Kulturzentrum) gelegt. 1999 fand der Umzug in die Mainzer Straße statt. Die Moschee besitzt zwei Minarette von 27 Meter Höhe und eine Frauenempore. Das Grundstück wurde von der Stadt Darmstadt als Erbbaurecht überlassen.
Die Emir-Sultan-Moschee ist der erste und bislang einzige Moscheeneubau der Avrupa Türk-İslam Birliği (ATIB) in Deutschland.

## Moscheeverein
Das „Türkisch-Islamische Zentrum Darmstadt“ wurde im Jahr 1974 gegründet. Seit 1980 versammelte sich die Moscheegemeinde in einer Hinterhofmoschee in der Bleichstraße. Der türkisch-islamische Kulturverein hat rund dreihundert Mitglieder. Daneben wird die Moschee auch von einer kleinen bosnisch-muslimischen Gemeinde genutzt.